# Ventenac-en-Minervois
Ventenac-en-Minervois (okzitanisch Ventenac de Minerbés) ist ein Ort und eine französische Gemeinde mit 587 Einwohnern (Stand 1. Januar 2022) im  Département Aude in der Region Okzitanien.

## Lage
Der Ort Ventenac liegt am Schifffahrtskanal Canal du Midi im äußersten Südosten der geschichtsträchtigen Kulturlandschaft des Minervois auf einer Höhe von etwa 30 Metern ü. d. M. und etwa einen Kilometer nördlich des Flusses Aude. Die nächstgrößere Stadt ist Narbonne (ca. 17 Kilometer südöstlich).

## Bevölkerungsentwicklung
| Jahr      | 1968 | 1975 | 1982 | 1990 | 1999 | 2007 | 2018 |
| Einwohner | 334  | 289  | 289  | 321  | 349  | 486  | 564  |

Im 19. Jahrhundert stieg die Zahl der Einwohner von etwa 230 auf über 500 Personen an. Die Reblauskrise im Weinbau und die Mechanisierung der Landwirtschaft führten seitdem zu einem kontinuierlichen Bevölkerungsrückgang, der seinen Tiefpunkt in den 1970er und 1980er Jahren erreichte. Die Nähe zur Großstadt Narbonne hat in den letzten Jahrzehnten wieder zu einem Anstieg der Einwohnerzahlen geführt.

## Wirtschaft
Ein Großteil der landwirtschaftlichen Flächen ist dem Weinbau vorbehalten; produziert werden Weiß-, Rot- und Roséweine, die über die Appellationen Minervois (AOC) und Coteaux des Corbières vermarktet werden. Einige leerstehende Häuser sind zu Ferienwohnungen (gîtes) umgewandelt worden.

## Geschichte
Ventenac wird erstmals im Jahr 856 unter der Bezeichnung Villa Ventenachus erwähnt; im Jahr 1165 findet sich der Name Castrum de Ventenaco. Durch seine Lage am östlichen Rand des Minervois ist Ventenac verbunden mit der Geschichte der Albigenserbewegung im ausgehenden 12. und beginnenden 13. Jahrhundert. Im 16. Jahrhundert erfuhr der Ort einen wirtschaftlichen Aufschwung durch den in der Umgebung angebauten Färberwaid (pasteel). Der in den Jahren 1666–1681 auf Anordnung Ludwigs XIV. vom Ingenieur Pierre-Paul Riquet erbaute Canal Royal du Languedoc brachte erneut eine Verbesserung der wirtschaftlichen Lage; er wurde im Verlauf der Französischen Revolution in Canal du Midi umbenannt. Infolge der Reblauskrise und der Mechanisierung der Landwirtschaft sank die Zahl der Einwohner bis zur Mitte des 20. Jahrhunderts deutlich ab.

## Sehenswürdigkeiten

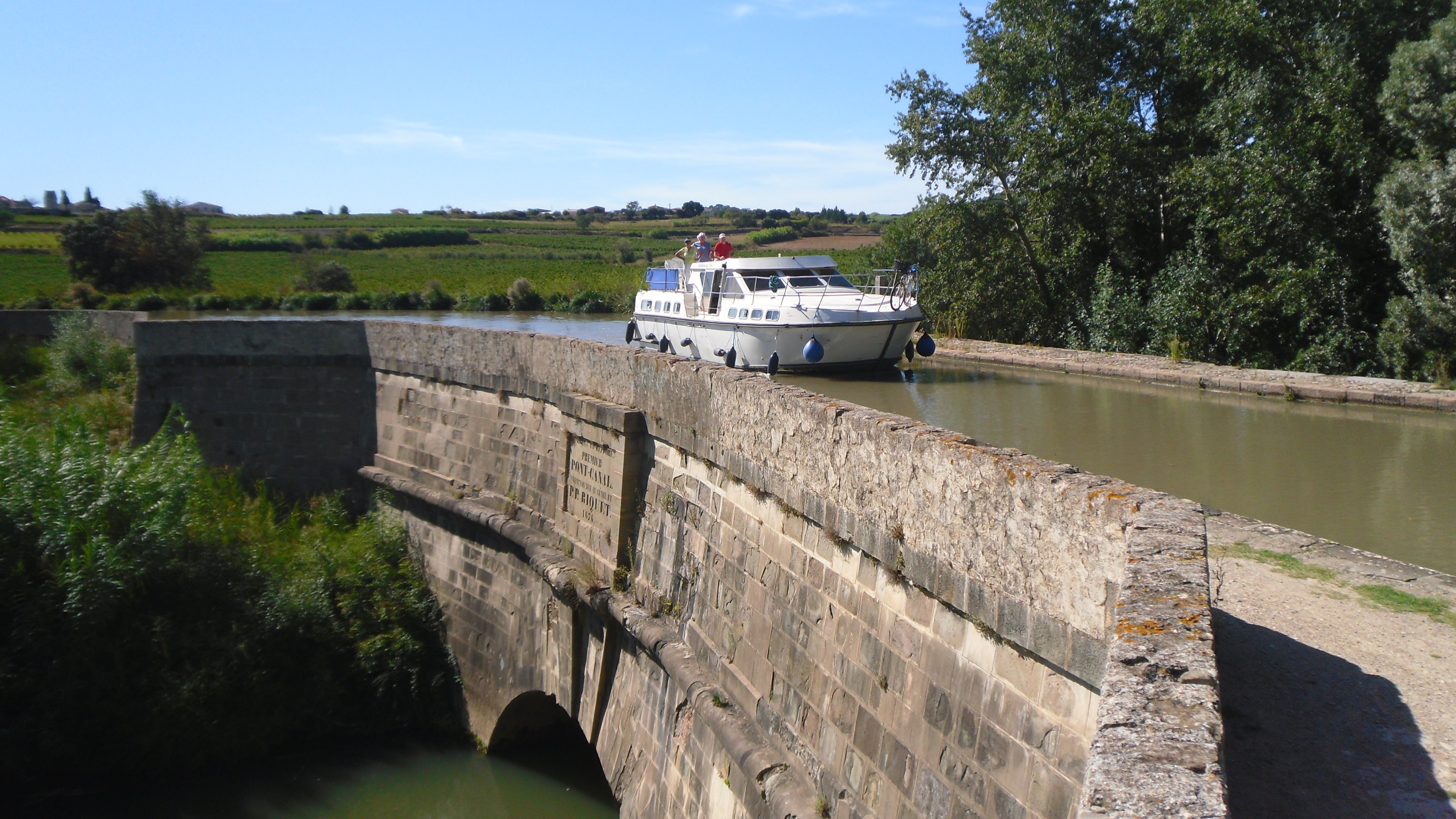
Aqueduc de Répudre

- Hauptattraktion des Ortes ist das Viertel rund um die Kirche Saint-Pierre am Canal du Midi.
- Die Pfarrkirche Saint-Pierre mit ihrer horizontal und vertikal dreigeteilten Fassadengliederung ist ein neoromanischer Bau des 19. Jahrhunderts. Die rechte Seite der Fassade wird dominiert von einem unten achteckigen und oben runden Treppenturm.

Umgebung
- Wichtigste Sehenswürdigkeit in der Umgebung (43° 15′ 16″ N, 2° 50′ 24,8″ O) ist das etwa zwei Kilometer nordwestlich gelegene und im Jahr 1676 fertiggestellte Aqueduc du Répudre, welches den Kanal über den kleinen Fluss Répudre leitet. Das Brückenbauwerk ist seit dem Jahr 1942 als Monument historique[1] anerkannt.